# Острогорка
Острого́рка — село в Ставропольском крае России. Входит в городской округ город Лермонтов .

## География
Расстояние до краевого центра: 130 км.
Восточнее села расположена гора Острая.

## История
Населённый пункт основан в 1925 году как хутор Острогорский:12.
В соответствии с постановлением Совета министров СССР от 20 октября 1947 года № 3589, от кургана Мирзоева (высота 603,1 м) до юго-восточной окраины посёлка Острогорка была установлена северная граница округа санитарной охраны курорта Ессентуки, а от юго-восточной окраины посёлка Острогорка на юго-запад к восточному подножью горы Шелудивой и далее к восточной окраине посёлка Виноградные сады — восточная граница:571.

## Население
| 1989  | 2002  | 2010  | 2011  | 2012  | 2013  | 2014  |
| ----- | ----- | ----- | ----- | ----- | ----- | ----- |
| 1954  | ↗2099 | ↗2161 | ↘2155 | ↗2192 | ↘2161 | ↘2148 |
| 2016  | 2017  | 2018  | 2019  | 2020  | 2021  | 2023  |
| ↘2111 | ↘2065 | ↘2043 | ↘2039 | ↗2043 | ↘1542 | ↘1518 |
| 2024  | 2025  |       |       |       |       |       |
| ↘1492 | ↘1458 |       |       |       |       |       |

Национальный состав
По данным переписи 2002 года в национальной структуре населения Острогорки преобладают русские (88 %).
По итогам переписи населения 2020 года проживали следующие национальности (национальности менее 1 % и другое, см. в сноске к строке «Другие»):
| Национальность | Численность, чел. | Доля     |
| -------------- | ----------------- | -------- |
| Русские        | 1282              | 83,14 %  |
| Армяне         | 20                | 1,30 %   |
| Другие         | 240               | 15,56 %  |
| Итого          | 1542              | 100,00 % |

## Экономика
Колхоз «Острогорка». Упоминается в 1943-1951 годах

## Религия
В селе имеется храм честь великомученика Георгия Победоносца (с 1991 года располагался в здании бывшего дома культуры города Лермонтова; 11 августа 2005 года на том же месте был заложен новый храм, в котором в 2009 году состоялось первое богослужение).

## Памятники
На окраине населённого пункта расположен памятник истории местного значения «Могила неизвестного советского солдата, погибшего в борьбе с фашистами» (1942, 1950 годы).

## Археология
Могильник «Острогорка» 1-я половина 1 тысячелетия н. э. Окраина села Острогорка, на территории современного кладбища.  261741160700006